# Flyvebranchens Personale Union
Flyvebranchens Personale Union (også forkortet FPU) er en faglig organisation for piloter, kabinepersonale, helikopterpiloter og afis-operatører i Danmark og Grønland.

## Faglig konflikt med Ryanair
Da lavprisselskabet Ryanair oprettede en base i Københavns Lufthavn i 2015 varslede FPU konflikt mod Ryanair med krav om, at flyselskabet skulle tegne overenskomst for sine ansatte. Da Arbejdsretten samme år gav FPU medhold i at indlede blokade mod flyselskabet som lovligt fagligt middel, lukkede Ryanair basen i København.